# Gamma Librae
Gamma Librae (Zuben Elakrab, Zuben (el) Hakrabi, Zuben Hakraki, 38 Librae) é uma estrela na direção da constelação de Libra. Possui uma ascensão reta de 15h 35m 31.54s e uma declinação de −14° 47′ 22.4″. Sua magnitude aparente é igual a 3.91. Considerando sua distância de 152 anos-luz em relação à Terra, sua magnitude absoluta é igual a 0.56. Pertence à classe espectral K0III.